# Antsalova (geslacht)
Antsalova is een geslacht van vlinders van de familie tandvlinders (Notodontidae), uit de onderfamilie Notodontinae.

## Soorten
- A. jeannelianum (Viette, 1954)
- A. musculus Kiriakoff, 1960
- A. pauliani Kiriakoff, 1969